# Roland Hardy
Roland Hardy (* 11. Juni 1926 in Chesterfield, Derbyshire; † 14. Juni 2016 ebd.) war ein britischer Geher.
Im 10.000-Meter-Gehen wurde er bei den Europameisterschaften 1950 in Brüssel und in der ersten Runde bei den Olympischen Spielen 1952 in Helsinki disqualifiziert.
Bei den Olympischen Spielen 1956 in Melbourne wurde er mit seiner persönlichen Bestzeit von 1:34:41 h Achter im 20-km-Gehen.